# Cylichnella goslineri
Cylichnella goslineri is een slakkensoort uit de familie van de Cylichnidae. De wetenschappelijke naam van de soort is voor het eerst geldig gepubliceerd in 2004 door Valdés & Camacho-Garcia.